# Nicolai Jørgensen (fodboldspiller, født 1991)
 Der er flere personer med dette navn, se Nicolai Jørgensen.
Nicolai  Jørgensen (født 15. januar 1991 i Ballerup) er en dansk fodboldspiller, der senest har spillet for den danske fodboldklub F.C. København.
Han har tidligere spillet for Bundesliga-klubben Bayer Leverkusen, hollandske klub Feyenoord og tyrkiske Kasımpaşa.

## Klubkarriere

### Tidligere karriere
Jørgensen begyndte sin karriere som ungdomsspiller hos Grantoften IF, skiftede videre til Skovlunde IF og via et længere ophold i AB kom han Brøndby IF for senere igen at slutte sig til AB. Hos AB spillede han også et enkelt år som senior inden skiftet i 2010 til Bayer Leverkusen.

### Bayer Leverkusen
Han skiftede til Bayer Leverkusen under deres før-sæson træningslejr i juli og underskrev en femårig kontrakt med klubben den 12. juli 2010. Han fik Bundesligadebut i en kamp mod Borussia Mönchengladbach søndag den 29. august 2010, men på grund af manglende spilletid blev han udlejet til Kaiserslautern i december 2011.
Nicolai Jørgensen blev den 9. december 2011 udlejet til det tyske hold Kaiserslautern på en 18 måneder lang lejeaftale. Jørgensen fik sin debut for 1. FC Kaiserslautern den 21. januar 2012, da han blev skiftet ind i stedet for Konstantinos Fortounis efter 63 minutter i 0-0-kampen mod Werder Bremen.

### FC København
I sommeren 2012 blev han udlejet til FC København fra Bayer Leverkusen. Aftalen var gældende for hele sæsonen 2012/2013, men blev allerede i september ændret til en permanent aftale, hvor FC København valgte at udnytte deres købsoption og hentede Jørgensen til klubben på en fire-årig aftale. Han debuterede for klubben i sæsonpremiere mod FC Midtjylland. Nicolai Jørgensen scorede sit første mål for FCK den 8. august 2012, da han scorede i 3-2 sejren over Club Brugge i Champions League-kvalifikationen.
Jørgensen opnåede succes for FCK, hvor han spillede 137 kampe, hvori han scorede 51 mål inden han i juni 2016 blev solgt til den hollandske klub Feyenoord.

### Feyenoord
Den 17. juni 2016 blev det offentliggjort, at Jørgensen havde skrevet en fem-årig kontrakt med Feyenoord, hvor han fik tildelt trøje nr. 9. Han fik hurtigt succes i sin nye klub, hvor han i sin debutligakamp 5. august samme år scorede et af holdets mål i udesejren på 0-5 over FC Groningen. Den 12. marts 2017 scorede han sit første hattrick i sejren på 5-1 over AZ Alkmaar og nåede dermed op på foreløbig 18 mål i sæsonen. I sin første sæsom for Feyenoord blev Jørgensen topscorer i Eredivisie.
En række langtidsskader betød imidlertid, at han opnåede mindre spiletid efter første sæson. Han skiftede i sommerpausen 2021 til tyrksiske Kasımpaşa.

### Kasımpaşa
Nicolai Jørgensen fik debut for Kasımpaşa den 14. august 2021, hvor han opnåede 15 kampe i Süper Lig (2 mål). Skader holdt ham dog ude af truppen fra december 2021, og den 31. januar 2022 oplyste klubben, at kontrakten var ophævet.

### Retur til København
Den 31. januar 2022 skrev Nicolai Jørgensen under på en kontrakt med F.C. København gældende til sommeren 2022. Han opnåede ni kampe og én scoring for FCK i forårssæsonen 2022 og blev dansk mester med klubben fra tredje gang. Kontrakten blev ikke forlænget. 

## Landsholdskarriere
Han blev den 4. oktober 2010 for første gang udtaget til A-landsholdet, efter flere kampe på ungdomsholdene. Han blev udtaget til EM-kval-kampen mod Portugal. Den 11. november 2011 fik Nicolai Jørgensen debut for det danske fodboldlandshold i venskabskampen mod Sverige.
Nicolai Jørgensen scorede sit første landskampsmål d. 14 november 2015 mod Sverige i det 79. minut efter et hjørnespark i et 1-2 nederlag. Nicolai Jørgensen brændte det afgørende straffespark mod Kroatien i 1/8-finalen ved VM i 2018, og var dermed skyld i at det danske landshold var ude af slutrunden.